# Олимпия Клевская
«Олимпия Клевская» (фр. Olympe de Cleves) — историко-приключенческий роман французского писателя Александра Дюма-отца, опубликованный в 1851—1852 годах. Его действие происходит во Франции в начале правления Людовика XV.

## Сюжет и история текста
Действие романа происходит во Франции в 1727—1729 годах. Его главные герои — актриса Олимпия и иезуитский послушник Баньер, которые влюбляются друг в друга. Баньер сбегает от иезуитов и тоже становится актёром. Герои переживают ряд приключений, Олимпию пытаются сделать любовницей короля Людовика XV, но она клянётся Баньеру в верности. В финале Баньера расстреливают из-за ложного обвинения в дезертирстве, а Олимпия умирает, оплакивая его.
Баньер существовал в реальности. Он сбежал из драгунского полка, чтобы играть в парижских театрах, и был расстрелян по приговору трибунала. Александр Дюма в связи с этим написал в послесловии к роману: «История создала Баньера, а я создал Олимпию».
«Олимпия Клевская» была написана в 1851—1852 годах, причём соавтором Дюма, по разным версиям, был либо Огюст Маке, либо Поль Мёрис. Роман выходил отдельными главами в парижской газете Le Siecle, позже вышло отдельное книжное издание. Эта книга, сюжетно связанная с театром, относится к тому периоду творчества Дюма, когда писатель отошёл от драматургии, сосредоточившись на прозе. Литературоведы причисляют «Олимпию Клевскую» к незаслуженно забытым романам Дюма: характерная для писателя динамичность сюжета и яркость описаний сочетаются здесь с необычной для него глубокой прорисовкой женских характеров (в частности, образа заглавной героини).
В 1864 году Дюма начинал работу над пьесой «Олимпия Клевская», которую, по-видимому, потом забросил. Один из его друзей видел несколько набросков.